# Linguagem de comandos
Uma linguagem de comandos é uma linguagem para controle de trabalhos, em computação. É uma linguagem interpretada e de domínio específico. Exemplos comuns de uma linguagem de comandos são as linguagens de programação em shell ou em lote.
Essas linguagens podem ser usadas diretamente na linha de comando, mas também podem automatizar tarefas que normalmente seriam executadas manualmente na linha de comando. Eles compartilham esse domínio - automação leve - com linguagens de script, embora uma linguagem de comandos geralmente tenha um acoplamento mais forte ao sistema operacional subjacente. As linguagens de comandos geralmente têm gramáticas ou sintaxes muito simples, muito próximas da linguagem natural, para baixar a curva de aprendizado, como em muitas outras linguagens de domínio específico.